# Gare d'Erps-Kwerps
La gare d'Erps-Kwerps (en néerlandais : station Erps-Kwerps) est une gare ferroviaire belge de la ligne 36, de Bruxelles-Nord à Liège-Guillemins, située à Erps-Kwerps, section de la commune de Cortenbergh, dans la province du Brabant flamand en Région flamande.
Un arrêt est ouvert en 1887, il devient une petite station avec la construction d'un bâtiment voyageurs qui est détruit en 1988.
C'est une halte voyageurs de la Société nationale des chemins de fer belges (SNCB), desservie par des trains Suburbains (S).

## Situation ferroviaire
Établie à 31 mètres d'altitude, la gare d'Erps-Kwerps est située au point kilométrique (PK) 17,735 de la ligne 36, de Bruxelles-Nord à Liège-Guillemins, entre les gares de Kortenberg et de Veltem.

## Histoire
Deux arrêts, situés sur le territoire de la commune, sont mis en service le 3 novembre 1887 par les Chemins de fer de l'État belge. Le premier dénommé « Erps-Kwerbs » est établi au passage à niveau avec la Zavelstraat et le second nommé « Olmenhoek » au hameau Schoonaarde (emplacement de l'actuelle halte).
Le premier disposait de deux quais et d'une cabane bois de garde barrière, également utilisée pour la vente de billets. Desservi par des trains légers, il est fermé pendant la Première Guerre mondiale et définitivement en 1920,. 
Le deuxième, également près d'un passage à niveau, est utilisé par des habitants des villages de Meerbeek, Kwerps et Nederokkerzeel. Cette fréquentation permet la construction en 1895 d'un bâtiment type des petites gares de campagne et le développement d'un quartier résidentiel où l'on trouve un « café de la gare ». Après la fermeture du premier cette petite station récupère le nom « Erps-Kwerbs ». Elle dispose d'un « chef de gare » jusqu'en 1934 et redevient ensuite un simple arrêt avec néanmoins de la vente de billets faites par des cheminots affectés à la manœuvre et la surveillance des barrières du passage à niveau. 
La graphie du nom est modifiée en 1937, « Erps-Kwerbs » devient « Erps-Kwerps ». 
Après la suppression du service de garde barrière le bâtiment est désaffecté et loué avant d'être détruit en 1988. 
À la suite du réaménagement de l'infrastructure ferroviaire du fait du passage de la ligne à quatre voies, les aménagements des entrées et des quais avec notamment l'installation d'auvents et d'abris, dus à Eurostation (cabinet d'architecture d'Infrabel), sont effectués entre 2008 et 2010.

## Service des voyageurs

### Accueil
Halte SNCB, c'est un point d'arrêt non géré (PANG) à accès libre, équipée d'une salle d'attente, d'un automate pour l'achat de titres de transport et d'un panneau d'information au milieu du souterrain. Les quais surélevés sont équipés d'abris.
La traversée des voies et le passage d'un quai à l'autre s'effectuent par un souterrain.

### Desserte
Erps-Kwerps est desservie par des trains Suburbains (S) de la relation S2 : Braine-le-Comte (ou Bruxelles-Midi) - Louvain,.
En semaine, les week-ends et jours fériés, la gare est desservie dans chaque sens par deux trains S2 par heure.

### Intermodalité
Un parc pour les vélos (gratuit) et un parking pour les véhicules (gratuit) y sont aménagés.

## Comptage voyageurs
Ce graphique et tableau montre le nombre de voyageurs embarquant en moyenne durant la semaine, le samedi et le dimanche.
| Nombre de passagers qui embarquent à la gare d'Erps-Kwerps | Nombre de passagers qui embarquent à la gare d'Erps-Kwerps | Nombre de passagers qui embarquent à la gare d'Erps-Kwerps | Nombre de passagers qui embarquent à la gare d'Erps-Kwerps |
|                                                            | Semaine                                                    | Samedi                                                     | Dimanche                                                   |
| ---------------------------------------------------------- | ---------------------------------------------------------- | ---------------------------------------------------------- | ---------------------------------------------------------- |
| 1977                                                       | 113                                                        | 33                                                         | 33                                                         |
| 1978                                                       | 163                                                        | 84                                                         | 54                                                         |
| 1979                                                       | 73                                                         | 22                                                         | 18                                                         |
| 1980                                                       | 128                                                        | 21                                                         | 31                                                         |
| 1981                                                       | 120                                                        | 16                                                         | 13                                                         |
| 1982                                                       | 113                                                        | 25                                                         | 20                                                         |
| 1983                                                       | 113                                                        | 19                                                         | 15                                                         |
| 1984                                                       | 62                                                         | 14                                                         | 11                                                         |
| 1985                                                       | 81                                                         | 15                                                         | 24                                                         |
| 1986                                                       | 67                                                         | 18                                                         | 19                                                         |
| 1987                                                       | 86                                                         | 30                                                         | 23                                                         |
| 1988                                                       | 107                                                        | 12                                                         | 20                                                         |
| 1989                                                       | 8                                                          | 31                                                         | 17                                                         |
| 1990                                                       | 82                                                         | 25                                                         | 22                                                         |
| 1991                                                       | 87                                                         | 19                                                         | 16                                                         |
| 1992                                                       | 105                                                        | 26                                                         | 21                                                         |
| 1993                                                       | 129                                                        | 28                                                         | 22                                                         |
| 1994                                                       | 106                                                        | 22                                                         | 25                                                         |
| 1995                                                       | 97                                                         | 17                                                         | 11                                                         |
| 1996                                                       | 124                                                        | 24                                                         | 19                                                         |
| 1997                                                       | 120                                                        | 37                                                         | 24                                                         |
| 1998                                                       | 105                                                        | 22                                                         | 21                                                         |
| 1999                                                       | 105                                                        | 16                                                         | 15                                                         |
| 2000                                                       | 127                                                        | 21                                                         | 13                                                         |
| 2001                                                       | 155                                                        | 34                                                         | 25                                                         |
| 2002                                                       | 109                                                        | 14                                                         | 10                                                         |
| 2003                                                       | 119                                                        | 20                                                         | 42                                                         |
| 2004                                                       | 130                                                        | 21                                                         | 21                                                         |
| 2005                                                       | 145                                                        | 24                                                         | 28                                                         |
| 2006                                                       | 110                                                        | 16                                                         | 20                                                         |
| 2007                                                       | 147                                                        | 40                                                         | 26                                                         |
| 2008                                                       | -                                                          | -                                                          | -                                                          |
| 2009                                                       | 178                                                        | 36                                                         | 36                                                         |
| 2010                                                       | -                                                          | -                                                          | -                                                          |
| 2011                                                       | -                                                          | -                                                          | -                                                          |
| 2012                                                       | 223                                                        | 36                                                         | 52                                                         |
| 2013                                                       | 224                                                        | 65                                                         | 35                                                         |
| 2014                                                       | 207                                                        | 48                                                         | 26                                                         |
| 2015                                                       | 275                                                        | 50                                                         | 32                                                         |
| 2016                                                       | 254                                                        | 59                                                         | 53                                                         |
| 2017                                                       | 264                                                        | 38                                                         | 38                                                         |
| 2018                                                       | 306                                                        | 57                                                         | 42                                                         |
| 2019                                                       | 289                                                        | 50                                                         | 54                                                         |
| 2020                                                       | 122                                                        | 43                                                         | 44                                                         |
| 2021                                                       | -                                                          | -                                                          | -                                                          |
| 2022                                                       | 340                                                        | 122                                                        | 87                                                         |
| 2023                                                       | 339                                                        | 116                                                        | 89                                                         |
| 2024                                                       | 352                                                        | 147                                                        | 90                                                         |